# 小泉顕雄

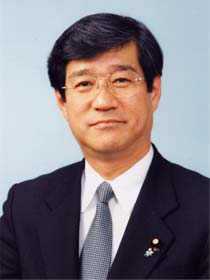

小泉 顕雄（こいずみ あきお、1951年7月27日 - ）は、浄土宗報恩明照会理事。元参議院議員（当選1回）・園部町議会議員（2期）。京都府船井郡園部町（現・南丹市）出身。

## 経歴
- 鳥取大学教育学部卒業、佛教大学文学部仏教学科専攻科・広島大学大学院学校教育研究科修了。
- 京都成章高等学校教員。
- 1995年、園部町議会議員に当選。
- 2001年7月29日投開票の第19回参議院議員通常選挙に自民党公認で比例区より立候補、27名中18位で当選。
- 2004年9月、第2次小泉改造内閣で文部科学大臣政務官に就任。
- 2007年7月29日投開票の参院選で再選を目指して比例区より立候補したが、35名中28位で落選。
- 同年9月1日、空席となっていた元祖法然上人八百年大遠忌奉修（2011年に知恩院で執り行われる予定）の事務局長に就任。
- 2011年3月25日より浄土宗宗務庁総長公室長に就任。
- 2021年11月3日、秋の叙勲において旭日中綬章を受章[1]。

## 人物
- 京都成章高校では理科担当であったことから、生物に関する造詣が深く、自身のブログで亀岡盆地の大堰川・保津川に生息するアユモドキなどの希少生物の保護を訴えている。

## 著作
- 愛するワンコは庭に埋めるな―ペット葬の時代―　日経BPコンサルティング